# Station Hamburg Sternschanze
Station Hamburg Sternschanze (Messe) (Bahnhof Hamburg Sternschanze (Messe), kort Bahnhof Sternschanze) is een spoorwegstation in het stadsdeel Sternschanze van de Duitse plaats Hamburg, in de gelijknamige stadstaat.
Het ligt aan de Hamburg-Altonaer Verbindungsbahn, tussen de stations Holstenstraße en Dammtor. Het station is genoemd naar een vooruitgeschoven deel van de stadswallen (Wallanlagen) op deze plaats. Ook de omliggende wijk is naar dit bolwerk genoemd.
Sinds het wegvallen van het laadstation voor autotreinen wordt het station enkel nog als stopplaats voor de S-Bahn- lijnen S2 en S5 gebruikt. Er is aansluiting op de metrolijn U3.

## Eerste station van 1866
Het gebouw van het oorspronkelijke station Sternschanze aan de Verbindingsbaan uit 1866 is nog bewaard gebleven. Het staat ongeveer 400 meter ten oosten van het huidige stationsgebouw, direct ten noorden van de S-Bahnsporen aan de straat Sternschanze 1. Het station was met gebruikelijke wacht- en bagageruimte, loket, een perron langs het gebouw en een eilandperron uitgevoerd. Na het gereedkomen van het nieuwe reizigersstation in 1903 werd het in laatklassieke stijl tussen 1864 en 1866 gebouwde stationsgebouw als kantoor- en woonruimte gebruikt en heeft sinds 1989 een monumentale status.

## Goederenstation

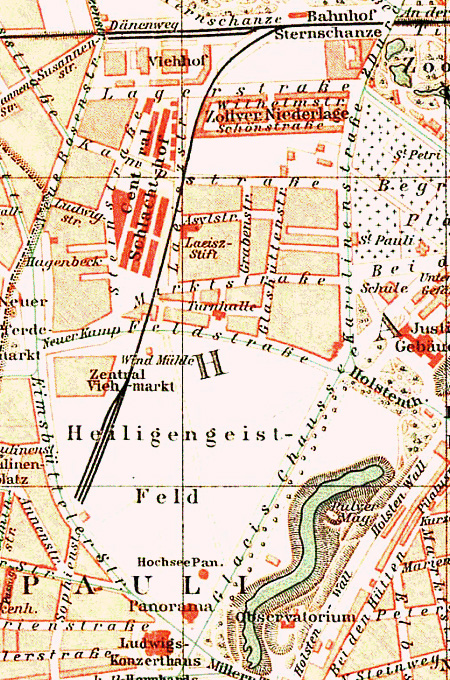
Aansluiting van station Sternschanze naar het goederenstation Budapester Straße (1890)

Naast het reizigersstation was er vroeger ten zuiden een omvangrijk goederenemplacement, dat tegenwoordig afgebroken is. Het diende onder andere als aansluiting voor de slachthuizen. Tot de nieuwbouw van station Altona in het kader van de City-S-Bahn werd het goederenstation Sternschanze gebruikt als laadstation voor de autoslaaptreinen.
Een spooraansluiting liep via het slachthuisterrein naar het Kraftwerk Karoline en naar het goederenstation Budapester Straße aan de rand van het Heiligengeistfeld. Het werd onder andere door de kermisexploitanten van de "Hamburger Dom" gebruikt als laadspoor. Een ander spoor liep vanaf het station parallel aan de verbindingsbaan onder de Rentzelstraßenbrücke door naar een in de '70 jaren aangelegd perron zuidelijk van de treinsporen nabij de Tiergartenstraße. Hier halteren onder andere tentoonstellingstreinen (CCH). Bovendien diende dit spoor als keerspoor voor het rangeren van de autotreinen.

## Station van 1903
In samenhang met de nieuwe tracering van de Verbindingsbaan werd een directe verbinding tussen de in 1912 geplande metro met het treinstation langs de Verbindingsbaan. Voor deze voorwaarde werd het station Sternschanze 400 meter westelijk nieuw aangelegd, waarbij bij deze bouw in 1901 "...de huidige metrotunnel gebouwd werd".
Het nieuwe station werd in kader van de herinrichting van de sporen in Hamburg begin van de twintigste eeuw op een verhoogde dijk gelegd en op 15 mei 1903 geopend. Het had twee sporen voor de toenmalige Hamburg-Altonaer Stadt- und Vorortbahn (voorloper S-Bahn) en twee voor de langeafstandstreinen met voor beide een eilandperron. Naar het voorbeeld van de Stadtbahn van Berlijn werden de stations Dammtor, Sternschanze en Holstenstraße zo ingericht. Een gebogen stalen overkapping met glazen delen zoals bij station Dammtor overspande alle vier de sporen. Doordat de sporen nu hoger lagen en deze aan de westzijde de Schanzenstraße kruisen, bevindt zich hier ook de hoofdingang.
Het voorontwerp van het stationsgebouw aan de Schanzenstraße komt van de hoofdingenieur Caesar, met de staatsingenieur Schwartz en de spoorwegenbouwinspecteur Ernst Moeller bij de Königlichen Eisenbahndirektion Altona. Caesar en Schwartz hadden beide ook het station Dammtor ontworpen. De bouwkosten voor station Sternschanze lagen rond de 237.000 Mark voor het stationsgebouw, 248.000 Mark voor de perrons en de overkapping, 75.000 Mark voor de onderdoorgang van de Schanzenstraße, in totaal 560.000 Mark (in huidige prijzen ongeveer €3,6 miljoen).

## Toestand sinds de jaren '70

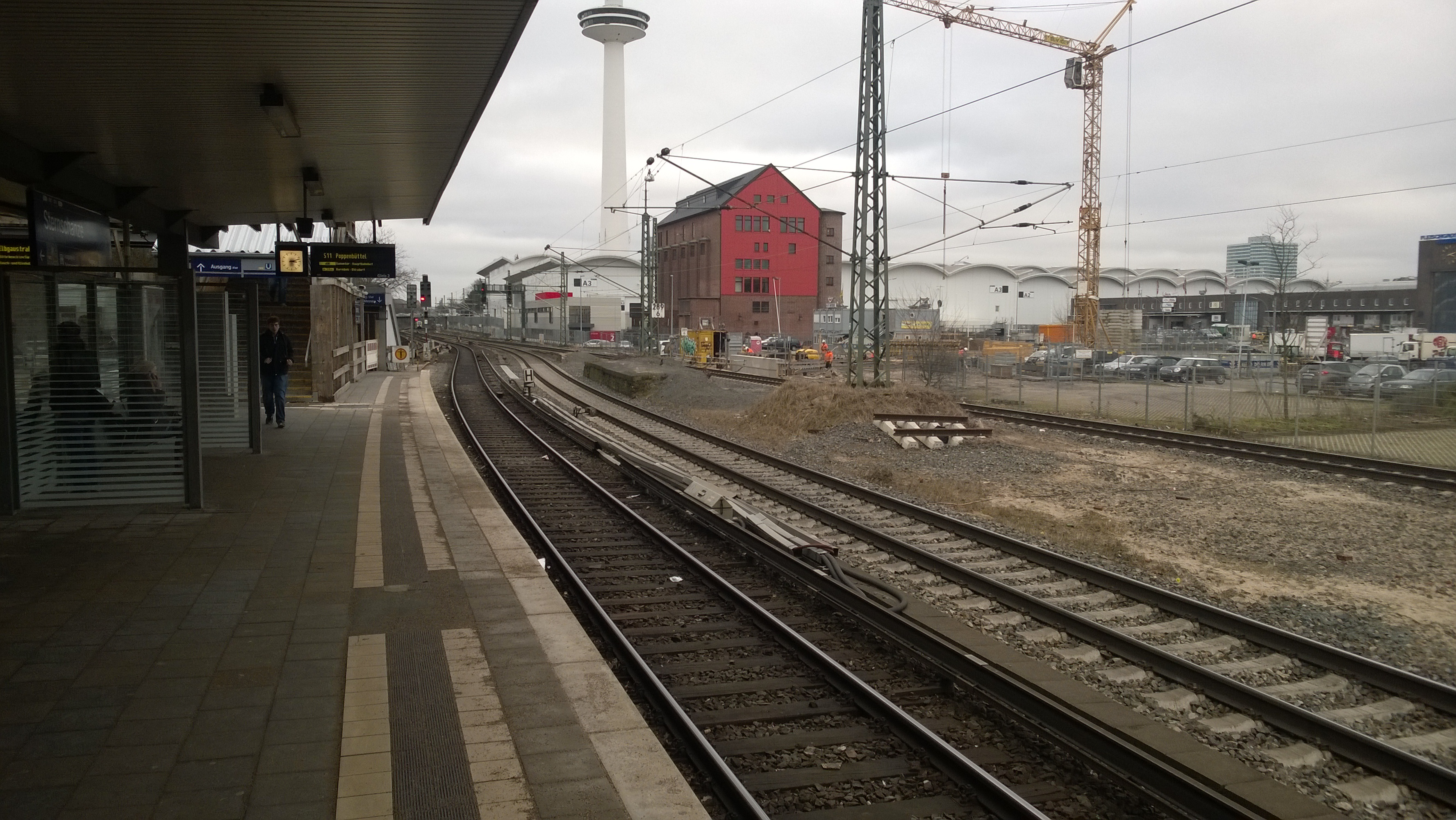
De locatie van het voormalige langeafstandsstation wordt nu nog gebruikt voor het opstellen van bouwmaterialen

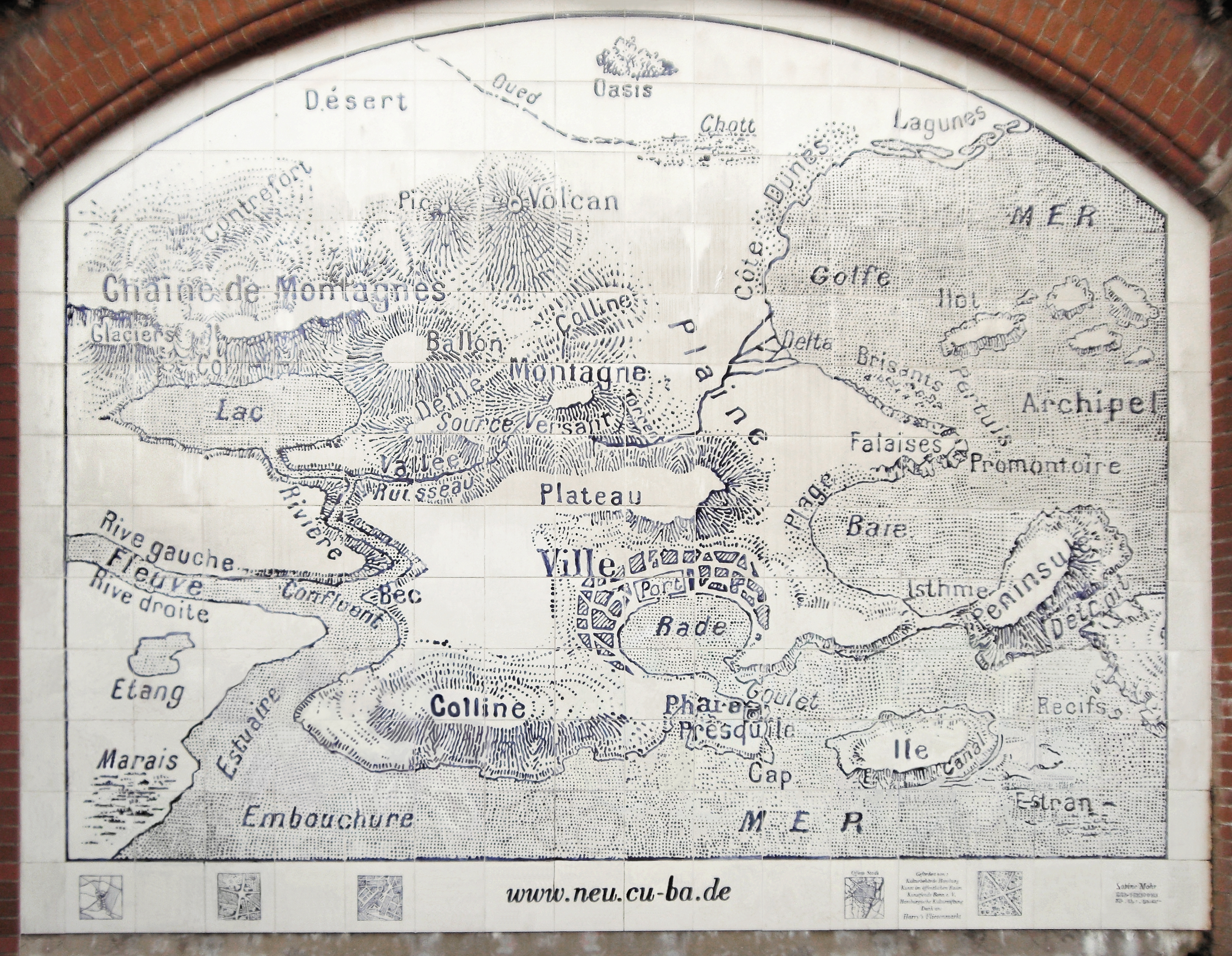
Tegelmozaïek in de muur van brug, tegenwoordig beklad en beplakt

De in de Tweede Wereldoorlog redelijk ongeschonden gebleven overkapping werd begin 1975 afgebroken. De Deutsche Bundesbahn rechtvaardigde deze stap door te melden dat het onderhoud van de overkapping, met staal en glas uit 1903, zeer duur is. Bovendien bleef het "Jugendstilbahnhof Dammtor" volledig bestaan. Bovendien was het langeafstandsstation zo god als versleten. Het perron van de S-Bahn uit 1934 kreeg over de gehele lengte door een nieuwe overkapping.
Dicht langs de zuidelijke sporen bevindt zich sinds 2008 het op palen gebouwde, futuristische gebouw van het regiokantoor Hamburg-Schwerin van het Eisenbahnbundesamt.
In 2015 werd aan de oosteinde van het station, door verlenging van de verbindingsgang naar het metrostation, onder de spoordijk door, een doorgang aan de zuidzijde van de metro gemaakt, om het in het jaar 2009 uitgebreide en gemoderniseerde handelsbeursgebouw (Messe) beter te bereiken. De 60 meter lange onderdoorgang kan ook door fietsers gebruikt worden. De kosten van het project lag rond de €11,6 miljoen.
Het station is nu alleen nog een halte in het netwerk van het Hamburger Verkehrsverbund (HVV). Het station wordt in oost-westrichting door de S-Bahnlijnen S21 en S31, en in de spits ook door de S11 bediend. S-Bahntreinen kunnen in Sternschanze ook keren, doordat er aan de westzijde tussen de sporen een kopspoor ligt.
Aan het westelijk einde van het station werd in een van de bogen in de muur onder de brug over de Schanzenstraße een tegelmozaïek met een fictieve landkaart van de kunstenares Sabine Mohr geplaatst.

## Metrostation van de Hochbahn

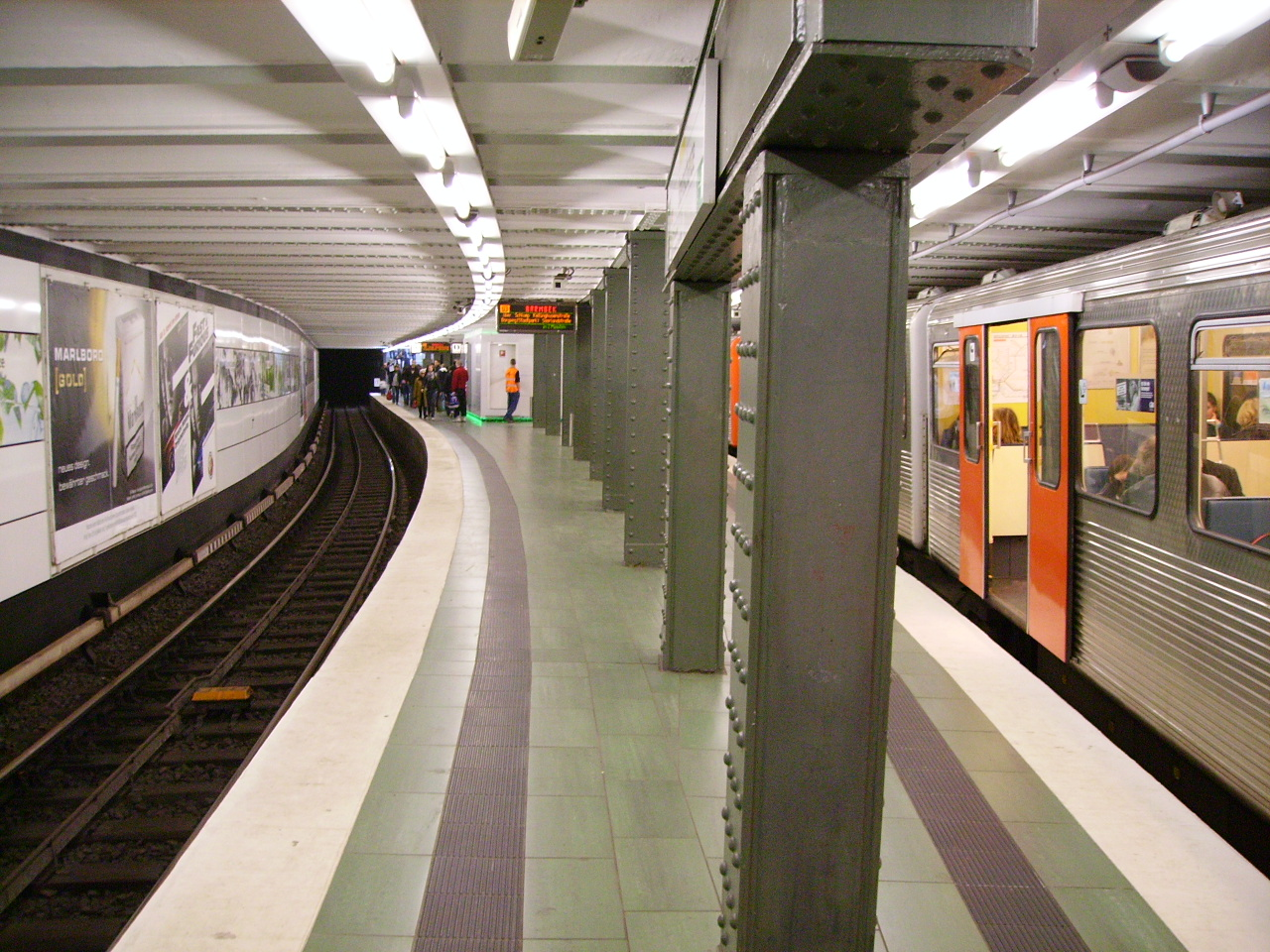
Perron van het metrostation (2009)

Aan de oostelijke einde van het station Sternschanze kruist in noord-zuidrichting de lijn U3 van de metro van Hamburg. Het station, dat bij de bouw van de Verbindingsbaan al voorgebouwd was,, is deel van de in 1912 geopende ringlijn van de Hamburger Hochbahn. Het eilandperron ligt noordelijk van de Verbindingslijn in een tunnel en heeft maar één uitgang in het zuiden bij de straat Sternschanze en naar het perron van de S-Bahn. Hier bestond al vanaf het begin een overstapmogelijkheid naar de spoorwegen en de toenmalige Stadt- und Vorortbahn (nu S-Bahn). De trappen naar het perron zijn vrij smal, hoekig en klein gedimensioneerd waardoor er geen ruimte is voor een roltrap. Hier bevond zich tot 2015 een kleine zijruimte, waar zich kleine horeca bevond, die bij de bouw van de onderdoorgang naar het beursterrein werden afgebroken. Als bijzonderheid heeft dit ondergronds metrostation een opening in het zuiden waardoor er daglicht het station kan binnenkomen.

## S-Bahn- en metroverbindingen
De volgende S-Bahnlijnen doen station Sternschanze aan:
| Serie | Treinsoort        | Route | Bijzonderheden |
| ----- | ----------------- | --- | -------------- |
|       | S-Bahn (DB Regio) | Altona – Sternschanze – Dammtor – Hauptbahnhof – Berliner Tor – Bergedorf – Aumühle                                           |                |
|       | S-Bahn (DB Regio) | Elbgaustraße – Eidelstedt – Sternschanze – Dammtor – Hauptbahnhof – Harburg – Harburg Rathaus – Neugraben – Buxtehude – Stade |                |

De volgende metrolijn doen station Sternschanze aan:
| Lijn | Route |
| ---- | --- |
|      | Barmbek – Kellinghusenstraße – Schlump – Sternschanze – Landungsbrücken – Rathaus – Hauptbahnhof Süd – Berliner Tor – Lübecker Straße – Barmbek – Wandsbek-Gartenstadt |